# گمینا خوینوو
گمینا خوینوو (به لهستانی:  Gmina Chojnów) یک گمینا در لهستان است که در شهرستان لگنگتسا واقع شده‌است. گمینا خوینوو ۲۳۱٫۱۷ کیلومتر مربع مساحت و ۹٬۳۷۷ نفر جمعیت دارد.